# Sulla mia pelle
Sulla mia pelle és una pel·lícula italiana dirigida per Alessio Cremonini i protagonitzada per Alessandro Borghi. La pel·lícula es basa en la història real dels darrers dies de Stefano Cucchi, un agrimensor de 31 anys que va morir el 2009 mentre romania sota custòdia policial.

## Argument
El vespre del 15 d'octubre de 2009, Stefano Cucchi és traslladat a la presó de Regina Coeli de Roma després d'haver estat enxampat en possessió d'haixix, 2 grams de cocaïna i una pastilla d'un medicament per a l'epilèpsia.
Durant l'arrest, Cucchi és colpejat pels agents de policia que l'han detingut. No obstant les sol·licituds de Cucchi per posar-se en contacte amb el seu advocat, se li assigna un d'ofici i el jutge en decreta presó preventiva. Malgrat diversos esforços, els pares de Stefano, Giovanni i Rita i la germana Ilaria, mai no aconsegueixen visitar-lo.
El 22 d'octubre, Cucchi mor a causa de les nombroses ferides. Això porta a la seva família, encapçalada per la seva germana Ilaria, a iniciar una batalla legal per la veritat i a intentar descobrir els responsables de la mort del jove romà, un cop s'adonen, veient el seu germà al dipòsit de cadàvers, que ha estat colpejat salvatgement.

## Repartiment
- Alessandro Borghi: Stefano Cucchi.
- Jasmine Trinca: Ilaria Cucchi, la germana
- Max Tortora: Giovanni Cucchi, el pare
- Milvia Marigliano: Rita Calore, la mare

## Epíleg de pel·lícula
L'epíleg de la pel·lícula afirma: «Stefano Cucchi va ser la 148a persona morta a la presó el 2009. El nombre total de morts aquell any va ser de 172. Metges i experts forenses encara no han trobat una explicació científica sobre la mort de Stefano Cucchi. A l'apartament de Stefano Cucchi, els pares de hi van trobar més d'un quilo de haixix i 130 grams de cocaïna, que van denunciar a la policia de forma immediata. Al primer judici per la mort de Stefano Cucchi, tots els acusats van ser absolts. El 10 de juliol de 2017, després d'una investigació posterior, el jutge va acusar tres carabinieri d'homicidi involuntari i altres dos per calúmnia i falsificació de documents públics». Arran de la mort de Stefano, Ilari Cucchi, els seus pares Rita i Giovanni i l'advocat Fabio Anselmo, van emprendre una lluita per la veritat: el 2017 van crear una organització sense ànim de lucre per defensar els drets humans i civils de la ciutadania.

## Distribució
La pel·lícula es va estrenar el 29 d'agost de 2018 a la secció Horitzons de la 75a Mostra Internacional de Cinema de Venècia, on va ser la pel·lícula inaugural. Va ser distribuïda simultàniament als cinemes italians per Lucky Red i en streaming per Netflix de del 12 de setembre de 2018.

## Premis

### 75a Mostra Internacional de Cinema de Venècia
- - Premio Pasinetti Special a la pel·lícula i als millors actors[5]
  - Premio Brian UAAR
  - Premio FEDIC (Federazione Italiana dei Cineclub) a l'obra que reflecteixi millor l'autonomia creativa i la llibertat expressiva de l'autor.

### David di Donatello(2019)
- Millor Actor per a Alessandro Borghi
- Millor Producció per a Cinemaundici i Vermell Afortunat
- Millor Director Novell per a Alessio Cremonini
- Premi David Giovani